# Stocznia Remontowa Nauta
Stocznia Remontowa Nauta SA – stocznia remontowo-produkcyjna w Gdyni, znajdująca się na obszarze gdyńskiego portu. Jest najstarszą działającą stocznią w Polsce. Kolebką stoczni były założone w 1922 warsztaty budowy kutrów i łodzi rybackich Franciszka Ledke. SR Nauta specjalizuje się w skomplikowanych przebudowach, remontach różnego rodzaju statków i budowach jednostek cywilnych i wojskowych. Od 2010 r. stocznia jest częścią grupy MARS Shipyards & Offshore. W 2018 zatrudniała ok. 500 pracowników.

## Lokalizacja
Główny zakład zlokalizowany jest w rejonie Portu Gdynia przy ulicy Czechosłowackiej 3. Do połowy 2019 funkcjonował też Zakład Nowych Budów, zlokalizowany na 10-ha działce w Gdańsku na terenie pochylni przy ul. Doki 1, przy historycznej hali z napisem „Stocznia Gdańsk” i charakterystycznych żurawiach Kone. Działka ta wraz z infrastrukturą należy do spółki Synergia 99. Do połowy 2012 r. Stocznia Nauta prowadziła także działalność produkcyjną na terenie przy ul. Waszyngtona w Gdyni, jednak ze względu na plany rozwoju Miasta Gdyni, stocznia przeniosła się na ul. Czechosłowacką.

## Kalendarium
- 1922 – W rejonie ul. Waszyngtona w Gdyni Franciszek Ledke otwiera pierwszy warsztat zajmujący się budową kutrów i łodzi rybackich.
- 1926 – 7 października Rada Miejska w Gdyni podjęła uchwałę o budowie przemysłu stoczniowego (7 października 1926 uznaje się za oficjalną datę powstania Stoczni Remontowej Nauta).
- 1938 – Przejęcie zakładu przez Morski Instytut Rybacki i przekształcenie w spółkę Stocznia Rybacka z o.o., która to zatrudniała 120 osób i zajmowała się m.in. remontem okrętów Polskiej Marynarki Wojennej.
- 1976 – Powrót do starej nazwy Stocznia NAUTA. Wprowadzenie nowoczesnych technologii przy jednoczesnej rozbudowie infrastruktury i zaplecza naukowego.
- 1996 – 2003 – Wyodrębnienie ze struktury macierzystej Stoczni trzynastu samodzielnych podmiotów gospodarczych, które obecnie są kooperantami przy realizacji przedsięwzięć podejmowanych przez Stocznię.
- 1999 – Komercjalizacja przedsiębiorstwa, przekształcenie Stoczni w spółkę akcyjną Stocznia Remontowa Nauta SA.
- 2002 – Stocznia Remontowa Nauta została zakwalifikowana przez Radę Ministrów do grona przedsiębiorstw o szczególnym znaczeniu gospodarczo-obronnym.
- 2009, 28 października – Zakup 93,15% akcji od Skarbu Państwa przez Agencję Rozwoju Przemysłu[2].
- 2010, 25 października – Objęcie większościowego pakietu większościowego akcji Stoczni od ARP przez fundusz inwestycyjny MARS FIZ[2], Stocznia Remontowa Nauta stała się częścią grupy MARS Shipyards & Offshore.
- 2012 – Zakup terenu przy ul. Czechosłowackiej 3, rozbudowa potencjału produkcyjnego.
- 2013 – Uruchomienie Zakładu Nowych Budów w Gdańsku z ok. 100 pracownikami, powrót do budowy nowych statków, głównie rybackich, na obszarze 10 ha położonych na terenie historycznej Stoczni Gdańskiej.
- 2014 – Stocznia Remontowa Nauta wchodzi wraz z MS TFI w skład Polskiej Grupy Zbrojeniowej[2].
- 27 kwietnia 2017 – W wyniku wypadku remontowany dla norweskiego armatora chemikaliowiec Hordafor V wpadł do wody razem z przechylonym dokiem; koszt usunięcia wypadku wyniósł 9,5 mln zł[3].
- 2019 – Likwidacja zakładu w Gdańsku z końcem czerwca 2019[4][5].

## Najciekawsze realizacje
Budowy

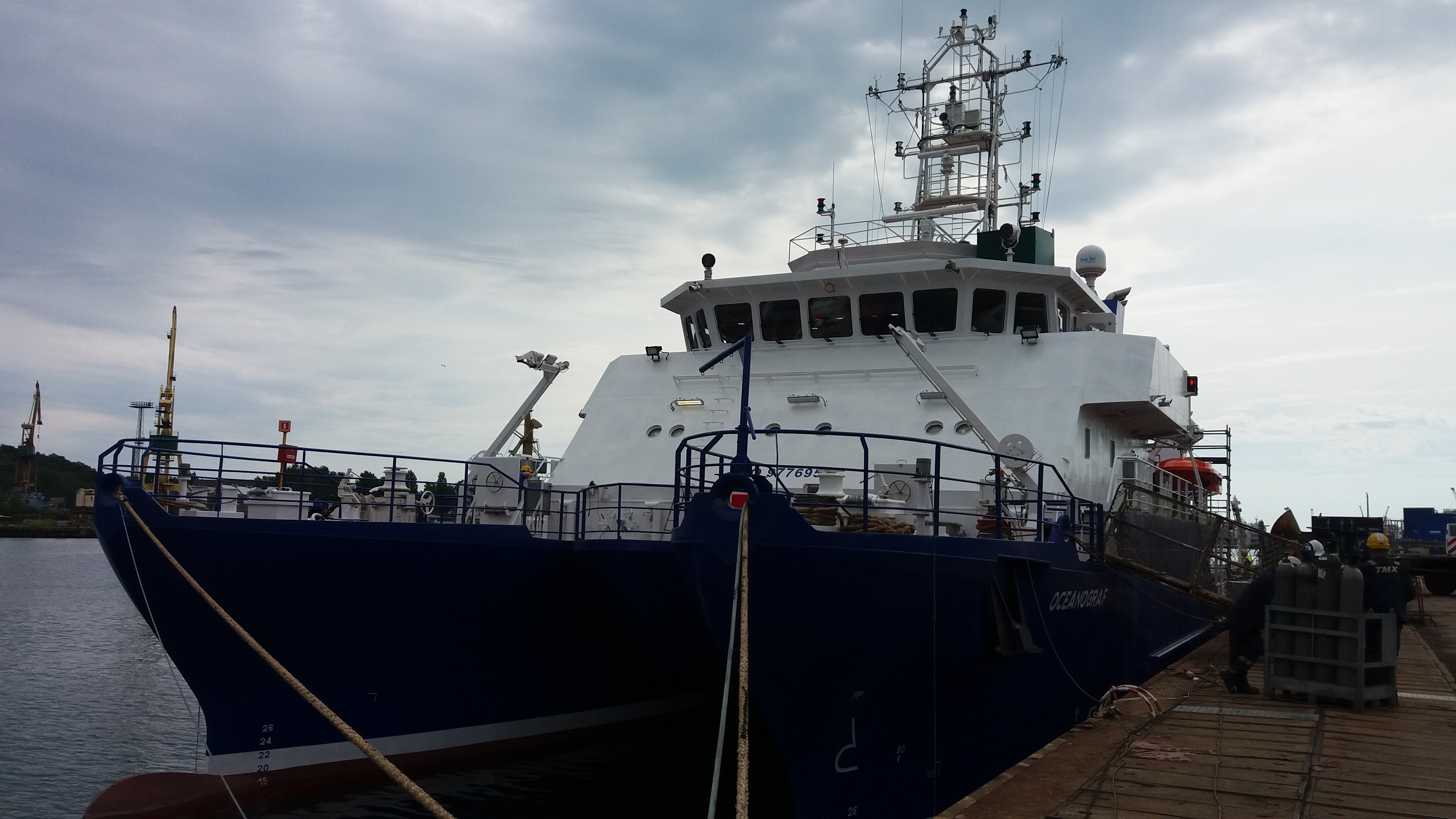
RV Oceanograf – katamaran badawczy Uniwersytetu Gdańskiego

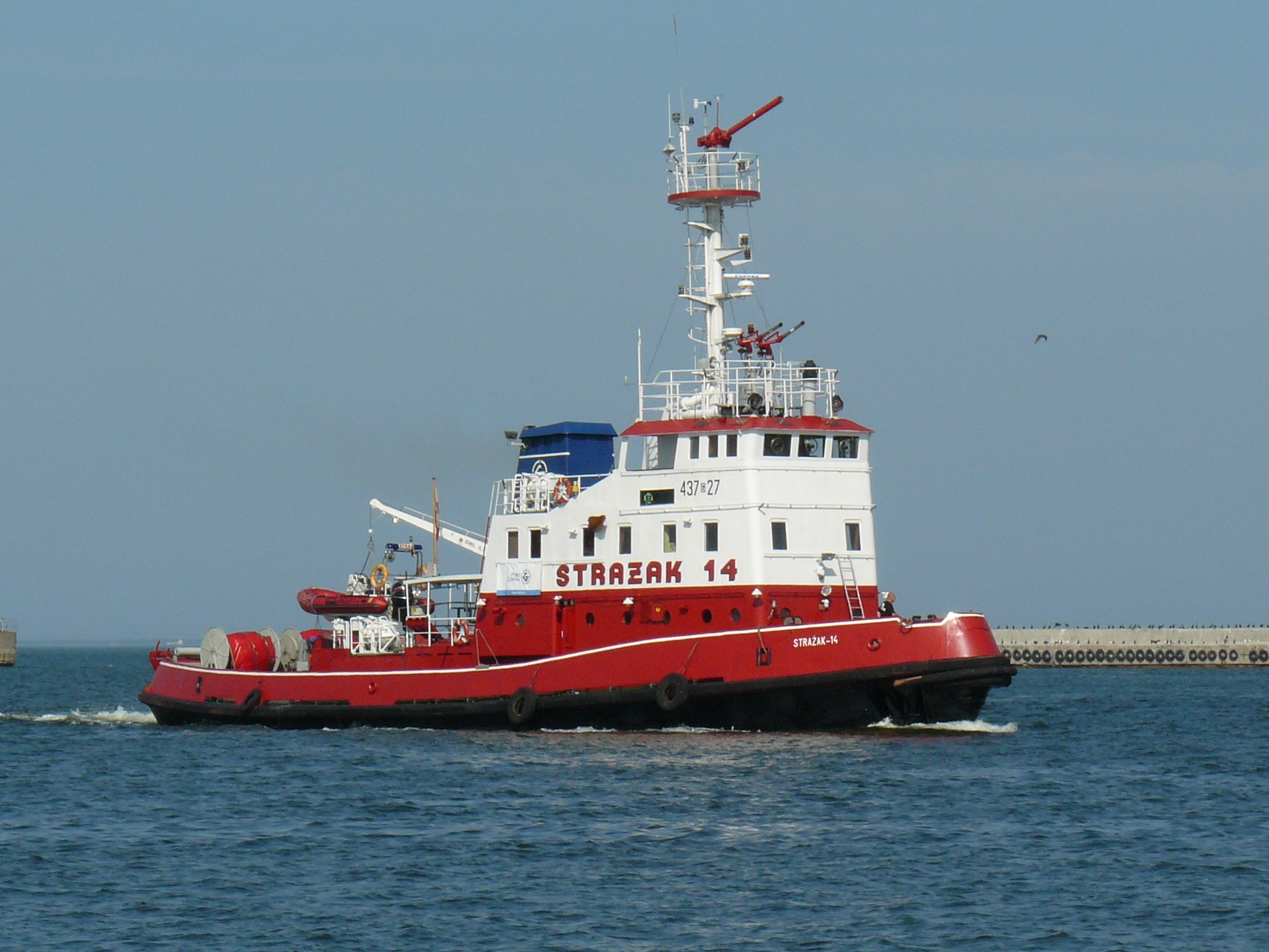
Strażak 14, wyprodukowany w 1977 r. w Gdyni – Stocznia Remontowa NAUTA

- Budowa częściowo wyposażonego PSV SIEM Symphony
- Budowa częściowo wyposażonego trawlera MV Haugagut
- Budowa częściowo wyposażonego trawlera MV Torbas
- Budowa częściowo wyposażonego trawlera MV Kvannoy
- Budowa statku naukowo-badawczego RV Oceanograf
- Budowa statku pożarniczego „Strażak 14"

Przebudowy
- Przebudowa szybkiego promu Stena Superfast
- Przebudowa promu pasażersko-samochodowego MV Virak
- Konwersja na statek sejsmiczny MV BOS Atlantic
- Konwersja Ro-Ro na samochodowiec MV Transgard

Remonty
- Remont promu MF Polonia
- Montaż skruberów na 6 jednostkach typu Ro-Ro Finnlines
- Remont zbiornikowca MT Minerva Emily
- Remont zbiornikowca wahadłowego MT Grena
- Remont zbiornikowca Sophie Schulte

### Historia
Pierwsze przedsiębiorstwo o nazwie „Nauta” zostało zawiązane w dniu 9 maja 1927 roku jako spółka z ograniczoną odpowiedzialnością. Majątek spółki na skutek bankructwa został przejęty 31 grudnia 1927 roku przez ówczesną „Stocznię Gdyńską S.A.”. Kolejnym właścicielem spółki stała się w 1928 roku Stocznia Gdańska (zarządzana z obszaru Wolnego Miasta Gdańsk przez międzynarodowe towarzystwo „The International Shipbuilding and Engineering Co., Ltd.”), która to w 1936 roku podjęła decyzję o likwidacji zakładu. Miasto Gdynia przy współudziale instytucji państwowych wykupiło większość akcji postawionej w stan likwidacji spółki, uchylając tym samym decyzję o likwidacji zakładu.
Warsztaty Ledkego zostały natomiast przejęte przez Morski Instytut Rybacki, który to przekształcił je w 1938 roku w „Stocznię Rybacką spółkę z o.o.”. Stocznia Rybacka zatrudniała w sektorze budowniczo-remontowym 120 osób i do wybuchu II wojny światowej wybudowała około 30 kutrów rybackich, przeprowadzając również remonty okrętów Marynarki Wojennej.
Podczas okupacji niemieckiej była wykorzystywana jako baza remontowo-warsztatowa niemieckiej Kriegsmarine. Infrastruktura Stoczni uległa zniszczeniu w zakresie 95%.
Po II wojnie światowej „Stocznia Rybacka” i zakład „Remontowej Obsługi Statków” G-A-L-u utworzyły w dniu 2 grudnia 1952 roku przedsiębiorstwo państwowe o nazwie „Gdyńska Stocznia Remontowa”. Nową stocznię wyposażono w dok pływający i pochylnię. W późniejszych latach zakupiono jeszcze dwa doki pływające i zaadaptowano dla celów stoczniowych „Nabrzeże Śląskie” z dodatkową infrastrukturą dźwigową. Stocznia rozpoczęła produkcję małych jednostek rybackich, holowników, pogłębiarki, statków pożarniczych, statków ratowniczych i rzecznych lodołamaczy. Od roku 1976 zakład nosi ponownie nazwę „Nauta”. W latach 90 XX w. Stocznia została poddana restrukturyzacji. Od dnia 1 stycznia 1986 roku zakład posiada status przedsiębiorstwa przemysłu obronnego. Dla potrzeb Marynarki Wojennej i Straży Granicznej przedsiębiorstwo dokonało licznych remontów jednostek pływających również dla WMF SSSR.
W 1976 roku Gdyńska Stocznia Remontowa została odznaczona Orderem Sztandaru Pracy I. klasy.
Od 2014 r. Nauta wchodzi w skład Polskiej Grupy Zbrojeniowej SA. Rozszerzenie działalności spowodowało wzrost przychodów (z poziomu 100 mln zł do ponad 400 mln w latach 2014-15), lecz inwestycje i brak doświadczenia na rynku nowych budów spowodowały znaczące straty, a zawierane kontrakty okazywały się nierentowne. Z opóźnieniem pięcioletnim ukończono w 2020 roku statek badawczy „Skagerak” dla Uniwersytetu w Göteborgu, który sprawiał problemy techniczne. Stocznia Nauta nie była już w stanie ukończyć okrętu rozpoznawczego „Artemis” projektu B-104 budowanego dla Szwedzkiej Marynarki Wojennej (podwykonawcą kadłuba była Stocznia Wojenna), który został oddany w stanie nieukończonym w lutym 2021 roku. W 2015 stocznia poniosła ponad 4 mln zł strat, w 2017 prawie 14 mln.
W 2019 biegły rewident odrzucił roczne sprawozdanie finansowe stoczni za rok 2018, kwestionując wiarygodność danych finansowych. Z badania biegłego wynika ponadto, że stocznia nie jest w stanie kontynuować swojej działalności. Strata na działalności stoczni w 2018 wyniosła 51 mln zł, a wynik finansowy netto -57,9 mln zł. W 2020 strata wzrosła do 75,47 mln zł, a wartość zobowiązań przekroczyła 400 mln zł. 15 kwietnia 2020 roku stocznia otworzyła przyspieszone postępowanie układowe.

## Zarządzanie
Stocznia Nauta S.A. wchodzi w skład grupy kapitałowej, gdzie jest jednostką dominującą. Pozostałe spółki na koniec 2023 roku to:
- Trans - Nauta Sp. z o.o. z siedzibą w Gdyni
- PPUH Nauta Turbo Sp. z o.o. z siedzibą w Gdyni
- Hydro Nauta Sp. z o.o. z siedzibą w Gdyni
- Nauta Stal Sp. z o.o. z siedzibą w Gdyni
- Techno Nauta Sp. z o.o. z siedzibą w Gdyni
- Nauta Hull Sp. z o.o. z siedzibą w Gdyni
- PPUH Nautex Sp. z o.o. z siedzibą w Gdyni
- Elektro Nauta Sp. z o.o. z siedzibą w Gdyni
- Motor Nauta Sp. z o.o. w restrukturyzacji z siedzibą w Gdyni
- Drew - Nauta Sp. z o.o. z siedzibą w Gdyni

Wyniki grupy (w tys. zł):
| Rok  | Przychód   | Wynik netto | Aktywa     |
| ---- | ---------- | ----------- | ---------- |
| 2018 | 478 117,00 | -55 124,00  | 458 130,00 |
| 2019 | 345 941,00 | -51 390,00  | 450 677,00 |
| 2020 | 169 644,00 | -71 328,00  | 348 827,00 |
| 2021 | 207 696,00 | 13 224,00   | 224 782,00 |
| 2022 | 325 010,00 | 24 853,00   | 230 407,00 |
| 2023 | 375 775,00 | 17 051,00   | 310 279,00 |

## Infrastruktura

### Doki pływające
| Obiekt      | Długość całkowita | Długość podporowa | Zanurzenie maks. statku | Nośność | Udźwigowienie      |
| ----------- | ----------------- | ----------------- | ----------------------- | ------- | ------------------ |
| Dok nr 2    | 120 m             | 100 m             | 5,7 m                   | 3500 t  | 2 × 6,3 t          |
| Dok nr 3    | 135 m             | 115 m             | 6 m                     | 4500 t  | 2 × 8 t            |
| Dok nr 4    | 190 m             | 180 m             | 7,3 m                   | 12000 t | 2 × 12 t           |
| Suchy Dok I | 240 m             | 240 m             | 8 m                     | –       | 2 × 50 t,1 × 500 t |

### Nabrzeża
| Numer | Długość [m] | Udźwigowienie | Zasięg [m] |
| ----- | ----------- | ------------- | ---------- |
| 1     | 122         | –             | –          |
| 2     | 40          | –             | –          |
| 3     | 120         | 2 × 8 t       | 32         |
| 4     | 132         | 2 × 8 t       | 32         |
| 5     | 57          | –             | –          |
| 6     | 165         | 11,5 t        | 26         |
| 7     | 165         | 11,5 t        | 26         |
| 8     | 95          | 3 t           | 15         |
| 8a    | 50          | –             | –          |
| 9     | 40          | –             | –          |
| 9a    | 50          | –             | –          |
| 10    | 260         | 20 t i 11,5 t | 32 i 26    |
| 11    | 260         | 20 t i 11,5 t | 32 i 26    |
| 12    | 183         | 20 t i 11,5 t | 32 i 26    |
| 13    | 183         | 20 t i 11,5 t | 32 i 26    |

## Inne
- place montażowe z żurawiami 20 t i 11,5 t
- dźwigi samochodowe 50 t, 40 t i 13 t
- pneumatyczne przenośniki statków 600 t i 150 t do transportu kadłubów i bloków